# Cristo na Cruz (Davi)
Cristo na Cruz é uma pintura a óleo sobre tela de 1782 do artista neoclássico francês Jacques-Louis David. Foi encomendado pelo marechal Louis de Noailles e sua esposa Catherine de Cossé-Brissac para a capela de sua família na église des Capucins em Paris. Uma das poucas obras religiosas de Davi, está agora na église Saint-Vincent, em Mâcon.